# راينر براختل
راينر براختل (بالألمانية: Rainer Prachtl) (15 يناير 1950 – 12 أكتوبر 2024) كان معلمًا وسياسيًا ألمانيًا ينتمي إلى الاتحاد الديمقراطي المسيحي. شغل عضوية برلمان ولاية مكلنبورغ فوربومرن من عام 1990 حتى 2006، وشارك في عملية بناء الهياكل الديمقراطية في شرق ألمانيا بعد إعادة التوحيد.

## المسيرة المهنية
بدأ براختل حياته المهنية كمعلم في المدارس الثانوية، قبل أن يدخل المجال السياسي عقب إعادة توحيد ألمانيا، حيث اُنتخب لأول مرة لبرلمان ولاية مكلنبورغ فوربومرن في انتخابات 1990. وخلال فترة ولايته التي استمرت 16 عامًا، ركّز على قضايا التعليم والسياسات الاجتماعية والإصلاحات الإدارية.

## الوفاة
توفي راينر براختل في 12 أكتوبر 2024 عن عمر ناهز 74 عامًا، وقد نعى الحزب رحيله معتبرًا إياه أحد الشخصيات البارزة في التحول الديمقراطي بعد الوحدة.

## وصلات خارجية
- نعي راينر براختل – الاتحاد الديمقراطي المسيحي في مكلنبورغ-فوربومرن